# Sejo de Joseon

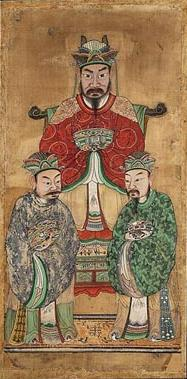
Sejo de Joseon

Sejo de Joseon (n. 24 septembrie 1417, Districtul Jongno⁠(d), Seul, Dinastia Joseon – d. 8 septembrie 1468, Seul, Dinastia Joseon), r. 1455 – 1468, a fost al 7-lea rege al Dinastiei Joseon. A fost al doilea fiu al lui Sejong. Predecesor a fost nepotul său Danjong.

## Viata timpurie
Născut în 1417 ca Yi Yu, cel de-al doilea fiu al regelui Sejong cel Mare, el a arătat o mare îndemânare în tir cu arcul, călărie și artele marțiale. El era, de asemenea, un comandant militar strălucit, deși nu a mers niciodată pe frontul de luptă. El a devenit Marele Prinț Suyang în 1428, numele prin care a fost mai bine cunoscut.
După moartea regelui Sejong, fratele bolnav al lui Suyang, Munjong, a luat tronul, dar a murit curând. Coroana a trecut la fiul său de 12 ani, Danjong. Noul rege era prea tânăr pentru a conduce națiunea și toate procesele politice erau controlate de premierul Hwangbo In și generalul Kim Jongseo, care era vicepremier. Cum Kim Jongseo și facțiunea lui au folosit șansa de a extinde puterea judecătorilor împotriva multor membri ai familiei regale, tensiunea dintre Kim și Suyang a crescut foarte mult; nu numai Suyang însuși, ci fratele său mai mic, Marele Prinț Anpyeong, a căutat, de asemenea, o oportunitate de a prelua controlul asupra regatului.
Suyang s-a înconjurat cu aliați de încredere, inclusiv celebrul său consilier, Han Myung-hoi. Han la sfătuit pe Suyang să preia guvernul printr-o lovitură de stat și pe data de 10 noiembrie (ziua a 10-a a lunii lunii a cincea) 1453, l-a omorât pe Kim Jongseo și facțiunea lui, luând astfel puterea în mâinile sale. După lovitura de stat, el și-a arestat propriul frate, Anpyong, primul pe care l-a trimis în exil, apoi l-a omorât.

## Domnie
În sfârșit, în 1455, el l-a forțat pe tânărul său nepot neputincios, Danjong, să abdice, declarându-se al șaptelea rege al dinastiei Joseon. Mai târziu l-a retrogradat pe Danjong la statutul de prinț și a ordonat să fie otrăvit după fratele său mai mic, Marele Prinț Geumsung, iar mai târziu șase cărturari, inclusiv Seong Sam-mun, Pak Paeng-nyeon și Yi Gae au complotat să-l îndepărteze pe Suyang de la putere în încercarea de a pune iar pe Danjong pe tron.
În ciuda faptului că a răpit tronul de la tânărul său nepot, ucigând mulți oameni în proces, el s-a dovedit a fi unul dintre cei mai capabili conducători și administratori din istoria coreeană. În primul rând, el a întărit monarhia stabilită de Regele Taejong, slăbind puterea primului ministru și aducând personalul direct sub controlul regelui. El a consolidat, de asemenea, sistemul administrativ, care a fost introdus și de Taejong, care permite guvernului să determine numărul exact al populației și să mobilizeze efectiv trupele. La fel ca și Taejong, el a fost un hardliner în ceea ce privește politica externă, atacandu-l pe Jurchens pe frontul de nord în 1460 (오랑캐 / 兀良哈) și 1467 (호리 개 / 胡 里 改). El a revizuit, de asemenea, ordonanța privind amenajarea teritoriului pentru a îmbunătăți economia națională. El a executat învățații din epoca regelui Sejong pentru că au complotat împotriva lui, dar a încurajat publicarea cărților istorice, economice, agricole și religioase.

## Familia
- Tatal: KSejong (15 May 1397 – 8 April 1450) (세종)
  - Bunic: Taejong (13 June 1367 – 30 May 1422) (조선 태종)
  - Bunica: Queen Wongyeong of the Yeoheung Min clan (29 July 1365 – 18 august 1420) (원경왕후 민씨)
- Mama: Soheon (12 October 1395 – 19 April 1446) (소헌왕후 심씨)
  - Bunic: Shim On (1375 – 18 January 1419) (심온)
- Bunica: Lady Ahn of the Sunheung Ahn clan (? – 1444) (순흥 안씨)
- Consoarte si urmasi:

1. Regina Jeonghui (정희왕후 윤씨)[1][2]
  1. Yi Jang,Print al coroanei Uigyeong (1438 – 2 September 1457) (이장 의경세자)[3]
  2. Yejong de Joseon (14 January 1450 – 31 December 1469) (이황 해양대군)
  3. Printesa Uisuk (1442 – 3 December 1477) (의숙공주)[4]
  4. Yi Se-Hui (이세희) or Princess Uiryeong (의령공주) or Princess Uihwa (의화공주)[5] [6]
2. Royal Noble Consort Geun of the Seonsan Park clan (1425 – ?) (근빈 박씨)[7][8]
  1. Yi Seo, Prince Deokwon (6 March 1449 – 22 July 1498) (이서 덕원군)
  2. Yi Seong, Prince Changwon (1458 – 1484) (이성 창원군)
3. Deposed Consort So-yong of the Park clan (폐 소용 박씨)
  1. Unnamed son (Died in childhood)
4. Consort Suk-won of the Goryeong Shin clan (숙원 신씨)